# Jacob Cornelis Mattheus Radermacher

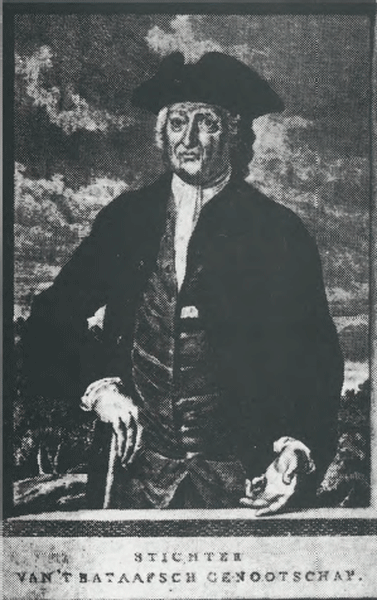
Jacobus Radermacher

Jacob Cornelis Mattheus Radermacher (* 1741 in Den Haag; † 24. Dezember 1783) (auch Jacobus Cornelius Matthaeus oder Jacob Cornelis Matthieu, Nachname manchmal auch Rademacher) war ein niederländischer Botaniker und Schriftsteller und Mitglied der Niederländischen Ostindien-Kompanie. Sein botanisches Autorenkürzel lautet „Raderm.“

## Leben
Er war der Sohn von Johan Cornelis Radermacher (1700–1748), Schatzmeister der Prinzen von Oranien und Susanna Ignatia van Schinne (1706–?), sowie Urenkel des Humanisten Johan Radermacher der Ältere.
Er selbst trat 1757 als Kaufmann in den Dienst der VOC und kam nach Batavia (heute Jakarta).
1763 kehrte er nach Holland zurück, um in Harderwijk Jura zu studieren. Nach erfolgreichem Studium ließ er sich am 13. Juni 1766 in Arnheim nieder, aber schon am 20. Dezember 1766 schiffte er sich wieder nach Batavia ein. Er begann seine Laufbahn als Beamter der Ostindischen Kompagnie. 1776 wurde er zum Raad-Extraordinair von Niederländisch-Indien und zum Präsidenten des Schöffenkollegiums ernannt und 1781 wurde er Raad-Oordinair.
1783 wollte er aus gesundheitlichen Gründen nach Europa zurück und wurde Vizeadmiral der Flotte von Batavia nach Holland. Während der Reise kam es zu einer Meuterei, bei welcher er und seine Frau am 24. Dezember 1783 getötet wurden.   

## Familie
Am 21. Mai 1761 heiratete er Margaretha Sophia Verijssel († 1781), Tochter von Hugo Verijssel und Sophia Westpal (1722–1785) (Nach dem Tod von Verijssel heiratete sie den späteren Generalgouverneur Reinier de Klerk).
- Frans Reinier (* 1. März 1765; † 1816)[1] kehrte nach Holland zurück und heiratete am 2. Juli 1785 Johanna Margaretha van Hoorn
- Johannes Cornelis (1766–1767)

1781, nach dem Tod seiner ersten Frau Margaretha Sophia, heiratete er Anna Jacoba Bosch (1768–1783).

## Nachlass
Jacob Rademacher war sehr an der kulturellen Entwicklung des Landes interessiert. Er gründete bereits 1762 eine Freimaurerloge in Batavia. Nach seiner Rückkehr vom Studium in Holland begann er mit der Gründung der Bataviaasch Genootschap van Kunsten en Wetenschappen. Ein Vorhaben, das 1778 erfolgreich war. Die Gesellschaft hatte ihren Sitz zunächst auf seinem Landsitz.
Er veröffentlichte zahlreiche geographische und ethnographische Werke über Niederländisch-Indien mit Beschreibungen von Borneo, Sumatra, Celebes, Flores, Sumbawa, Bali und Lombok. Dazu auch die Beschreibung eines Erdbebens in Japan am 22. Januar 1780.
In seiner Zeit auf Java und Sumatra sammelte und beschrieb er zahlreiche Pflanzenarten. Nach ihm ist die Gattung Radermachera Zoll. & Moritzi aus der Familie der Trompetenbaumgewächse (Bignoniaceae) benannt.